# Finnur Jónsson
Finnur Jónsson (Akureyri, 29 maggio 1858 – Copenaghen, 30 marzo 1934) è stato un filologo islandese.

## Biografia
Finnur Jónsson nacque ad Akureyri nel nord dell'Islanda. Si laureò alla Menntaskólinn í Reykjavík nel 1878 e si recò in Danimarca per ulteriori studi all'Università di Copenaghen. Conseguì un dottorato in filologia germanica nel 1884 con una tesi sulla poesia scaldica. Divenne docente all'Università nel 1887 e professore nel 1898, fino al 1928. Dopo essersi ritirato, continuò a lavorare sull'argomento con nuove pubblicazioni fino all'anno della sua morte.
Fu uno studioso insolitamente prolifico, che curò edizioni di numerose saghe islandesi, saghe dei re, Rímur (insieme a un dizionario di rímur) e gli Edda.